# The Little Things
"The Little Things" là đĩa đơn thứ ba trích từ album phòng thu thứ ba của Colbie Caillat vào năm 2007, Coco. Đây là một bài hát theo dòng nhạc pop, folk-pop, acoustic do Caillat và Jason Reeves sáng tác. Đĩa đơn này không biểu hiện tốt trên bảng xếp hạng tại Hoa Kỳ và là đĩa đơn yếu kém nhất về mặt thương mại của cô trong album Coco. Năm 2008, cô thu âm phiên bản phiên âm tiếng Pháp của bài hát này.

## Danh sách bài hát
Đĩa đơn tại Mỹ
1. "The Little Things" (Bản chỉnh sửa của đài phát thanh) (C. Caillat, J. Reeves) - 3:35
2. "Magic" (Phiên bản piano) (C. Caillat, J. Reeves) - 3:20

Đĩa đơn dưới dạng CD tại Hà Lan
1. "The Little Things" (Phiên bản trong album) (C. Caillat, J. Reeves) 3:46
2. "Circles" (C. Caillat) - 3:54

Đĩa đơn iTunes tại Pháp
1. "Ces petits riens" (C. Caillat, J. Reeves) 3:46

## Cac bảng xếp hạng
| Bảng xếp hạng (2008)                        | Thứ hạng cao nhất |
| ------------------------------------------- | ----------------- |
| Austrian Singles Chart                      | 63                |
| German Singles Chart                        | 51                |
| Netherlands (Dutch Top 40)                  | 23                |
| Slovak Airplay Chart                        | 24                |
| US Billboard Bubbling Under Hot 100 Singles | 7                 |
| Billboard Adult Pop Songs                   | 16                |

## Video ca nhạc

### Phiên bản tại châu Âu
Video có bao gồm cảnh Colbie Caillat và người tình của cô đang theo dõi một người đàn ông, Troy Dudley, cũng là người xuất hiện trong tất cả các video của Caillat. Video này được dành riêng cho thị trường châu Âu và được quay tại San Francisco và có câu chuyện khác hẳn so với những video khác.

## Trong các phương tiện truyền thông
- Bài hát có xuất hiện trong một tập phim Privileged.